# Nowe Gołębiewko
Nowe Gołębiewko – osada w Polsce, w województwie pomorskim, w powiecie starogardzkim, w gminie Skarszewy. Wchodzi w skład sołectwa Demlin.
Do 2023 miejscowość była częścią wsi Demlin.
W latach 1975–1998 Nowe Gołębiewko administracyjnie należała do województwa gdańskiego.